# I ljus och mörker
"I ljus och mörker" är en singel från 2004 med Viktoria Krantz och Martin Stenmarck. *Text och musik av Stenmark, Krantz och Marcos Ciscar.
Singeln gick in på Svensktoppen den 8 februari 2004.
Låten finns även med på skivan Musikäventyret Arn De Gothia. 